# سارنا لی
سارنا لی (انگلیسی: SaRenna Lee؛ زاده ۱۷ فوریهٔ ۱۹۷۱) بازیگر پورنوگرافی اهل ایالات متحده آمریکا است.